# بريد تايلاند
تايلاند بوست (بالتايلندية: ไปรษณีย์ไทย)‏ هي مؤسسة حكومية تقدم خدمات بريدية في تايلاند. كانت سابقًا جزءًا من هيئة الاتصالات في تايلاند حتى عام 2003.
تم تأسيس مكتب البريد لأول مرة في عام 1883 من قبل الملك راما الخامس. :19 كان أول مكتب بريد في مبنى كبير بجوار نهر تشاو فرايا، على الجانب الشمالي من قناة أونج أنج. وفي عام 1898 دُمج مع قسم التلغراف، غُيَّر اسمه إلى «قسم البريد والبرق». وأصبحت الشركة البريدية المملوكة للحكومة الجديدة جزءًا من «هيئة الاتصالات في تايلاند». وفي عام 2003 فصلت الحكومة سلطة الاتصالات إلى شركتين: «تايلاند بوست» و«كات تيليكوم».

## روابط خارجية
- موقع بريد تايلاند.

## للمزيد من القراءة
- Duncan Stearn (25–31 يوليو 2003). "The beginnings of the Thai Postal Service, Part One". Pattaya Mail Publishing Co. باتايا. ج. XI ع. 30. A Slice of Thai History. مؤرشف من الأصل في 2022-07-03. اطلع عليه بتاريخ 2012-03-21.
- Duncan Stearn (8–14 أغسطس 2003). "The beginnings of the Thai Postal Service, Part Two". Pattaya Mail Publishing Co. باتايا. ج. XI ع. 32. A Slice of Thai History. مؤرشف من الأصل في 2022-07-03. اطلع عليه بتاريخ 2012-03-21.